# Serkan Şirin
Serkan Şirin (* 23. Juni 1990 in Ordu) ist ein türkischer Fußballspieler.

## Karriere

### Vereinskarriere
Serkan Şirin begann mit dem Vereinsfußball in der Jugend MKE Ankaragücü. Im Sommer 2009 erhielt er einen Profivertrag, spielte aber weiterhin überwiegend für die Reservemannschaft.
Für die Spielzeit 2009/10 lieh man ihn an den Drittligisten Mardinspor aus. Die Rückrunde der Saison 2010/11 verbrachte er ebenfalls als Leihspieler beim Viertligisten Diyarbakır Büyükşehir Belediyespor.
Nachdem Ankaragücü in den ersten Wochen der Saison in finanzielle Engpässe geriet und über lange Zeit die Spielergehälter nicht zahlen konnte, trennten sich viele Spieler. Şirin wurde daraufhin vorzeitig zurückgeholt und kam in der Rückrunde begünstigt durch Spielermangel insgesamt zwölfmal zum Einsatz.
Im Sommer 2014 wechselte er zum Zweitligisten Boluspor und spielte für diesen eine Saison lang.